# Islotes Chayter
Die Islotes Chayter (spanisch) sind eine Gruppe kleiner Inseln vor der Graham-Küste des Grahamlands auf der Antarktischen Halbinsel. Sie liegen südlich der Barros Rocks und 3 km südwestlich des Kap Tuxen zwischen den Berthelot-Inseln und den Argentinischen Inseln.
Wissenschaftler einer von 1956 bis 1957 durchgeführten Antarktisexpedition benannten sie. Der Namensgeber ist nicht überliefert.